# أونا مودي
أونا مودي (ولدت في 29 يوليو 1997) هي عارضة أزياء هولندية وزيمبابوية وملكة جمال تم تتويجها ملكة جمال هولندا 2022. ستمثل هولندا في ملكة جمال الكون 2022.

## الحياة والتعليم
وُلد مودي ونشأ في أمستردام. الآب من زمبابوي وأم من هولندا. حضرت افتح مدرسة المجتمع بيلمر وحضرت أيضًا معهد لوسيا مارثاس للفنون المسرحية في أمستردام.

## مسابقة جمال
في 4 سبتمبر 2022 ، تنافست مودي ضد 10 مرشحين آخرين في ملكة جمال هولندا 2022 في استوديو 21 في هيلفرسوم. فازت باللقب وخلفها جوليا سينينج. بصفتها ملكة جمال هولندا ، ستمثل هولندا في ملكة جمال الكون 2022.

## روابط خارجية
- Miss Nederland Official Website
- missuniverse.com
- أونا مودي على إنستغرام
- Miss Nederland على إنستغرام